# NGC 4304
NGC 4304 est une vaste galaxie spirale barrée située dans la constellation de l'Hydre. NGC 4304 a été découverte par l'astronome britannique John Herschel en 1834.

## Caractéristiques
La classe de luminosité de NGC 4304 est II-III et elle présente une large raie HI. Elle renferme également des régions d'hydrogène ionisé.

### Distance
Sa vitesse par rapport au fond diffus cosmologique est de 2 942 ± 22 km/s, ce qui correspond à une distance de Hubble de 43,4 ± 3,1 Mpc (∼142 millions d'al).
À ce jour, une mesure non basée sur le décalage vers le rouge (redshift) donne une distance d'environ 36,000 Mpc (∼117 millions d'al). Cette valeur est à l'extérieur des valeurs de la distance de Hubble. Notons cependant que c'est avec la valeur moyenne des mesures indépendantes, lorsqu'elles existent, que la base de données NASA/IPAC calcule le diamètre d'une galaxie et qu'en conséquence le diamètre de NGC 4304 pourrait être d'environ 56,8 kpc (∼185 000 al) si on utilisait la distance de Hubble pour le calculer. 

### Luminosité dans l'infrarouge
La luminosité de la galaxie NGC 4304 dans l'infrarouge lointain (de 40 à 400 µm)  est égale à 1,48 × 1010 {\displaystyle L_{\odot }} (1010,17{\displaystyle L_{\odot }}) et sa luminosité totale dans l'infrarouge (de 8 à 1 000 µm) est de 2,14 × 1010 {\displaystyle L_{\odot }} (1010,33{\displaystyle L_{\odot }}).

## Groupe d'ESO 380-6
Selon A.M. Garcia, la galaxie NGC 4304 fait partie d'un groupe de galaxies qui compte au moins 7 membres, le groupe d'ESO 380-6. Les autres membres du groupe sont IC 3253, ESO 380-1, ESO380-6, ESO 380-25, ESO 380-19 et ESO 379-35.